# Großostasiatische Konferenz

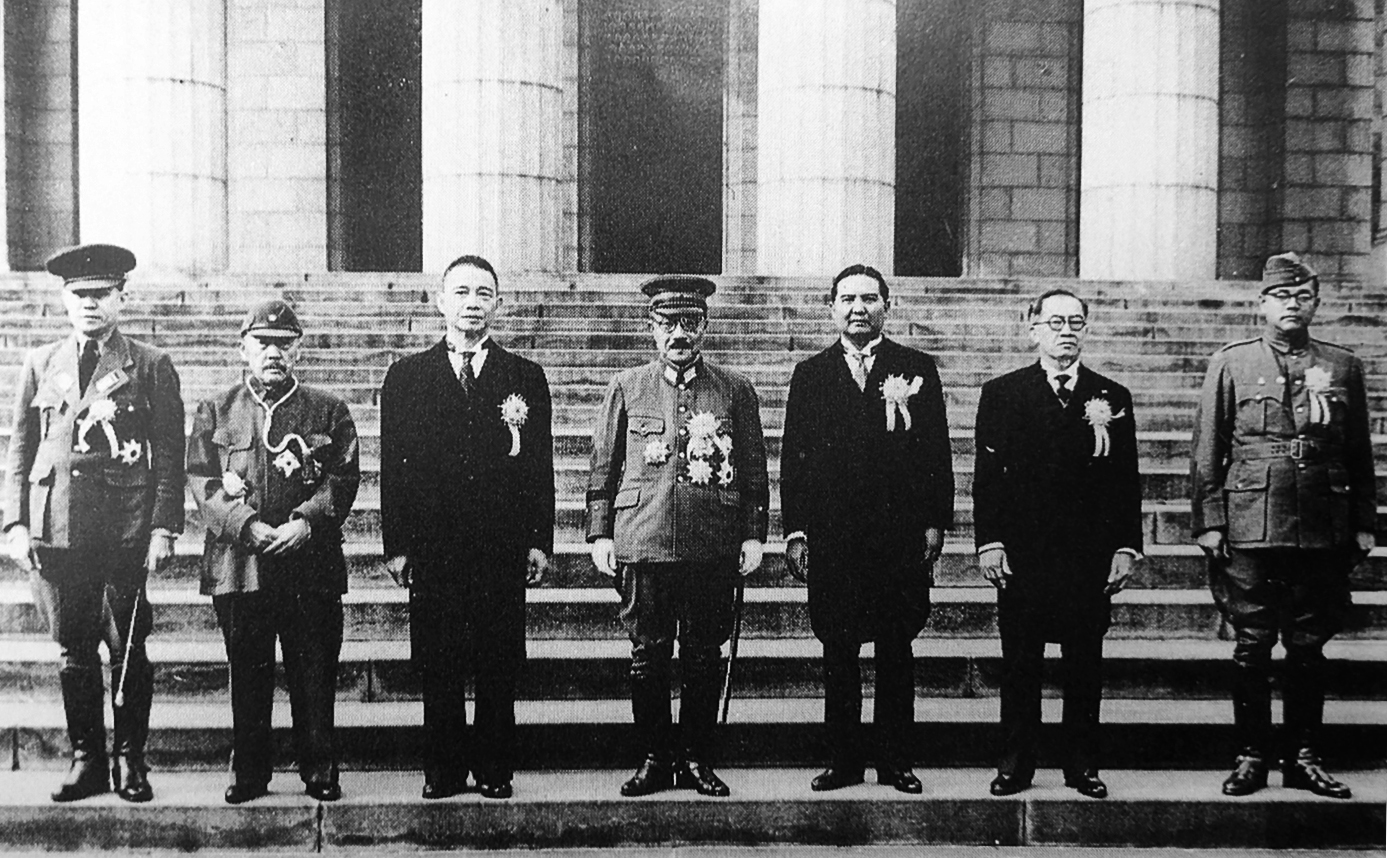
Die Teilnehmer der Großostasiatischen Konferenz. Von links: Ba Maw, Zhang Jinghui, Wang Jingwei, Hideki Tōjō, Wan Waithayakon, José P. Laurel und Subhas Chandra Bose.

Die Großostasiatische Konferenz (大東亜会議, Dai Tōa Kaigi) war ein internationaler Gipfel vom 5. bis 6. November 1943 in Tokio, zu dem das Kaiserreich Japan führende Politiker aus Ländern der sogenannten Großostasiatischen Wohlstandssphäre einlud. Der Anlass wurde auch als Tokio-Konferenz bezeichnet.
Die Konferenz sprach wenige Themen mit wichtigen Inhalten an, wurde aber als Propaganda-Schaustück geplant, um die Verpflichtung des Japanischen Kaiserreichs zu den Idealen der Panasienbewegung zu zeigen und um die Rolle als „Befreier“ Asiens vom westlichen Kolonialismus hervorzuheben.

## Hintergrund
Ab 1931 begründete Japan seinen Imperialismus im Zeichen des Panasiatismus. 1941, als Japan in den Krieg gegen die Vereinigten Staaten, Großbritannien, Australien, Neuseeland, Kanada und die Niederlande eintrat, stellten dies die Japaner als Krieg zur Befreiung aller Völker Asiens dar. Im Besonderen wurde Rassismus ausgeübt, als die japanische Regierung in Propaganda-Cartoons Amerikaner und Briten als „weiße Teufel“ oder „weiße Dämonen“ zeigten, ausgestattet mit Klauen, Fängen, Hörnern und Schwänzen. Die japanische Regierung erklärte den Krieg zum Rassenkampf zwischen den wohltätigen Asiaten, selbstverständlich von Japan angeführt, und den üblen „Angelsachsen“, den USA und dem britischen Empire, welche als „Untermenschen“ galten. Bisweilen wirkten japanische Führer so, als glaubten sie ihre eigene Propaganda, wonach Weiße in einem Prozess der rassischen Degeneration seien und sich in die geifernden, knurrenden Kreaturen der Cartoons verwandeln würden. Folglich sagte Außenminister Yōsuke Matsuoka 1940 während einer Pressekonferenz, dass es „die Mission der Yamato-Rasse sei, die Menschheit davor zu bewahren, teuflisch zu werden, sie vor der Zerstörung zu retten und sie zum Licht der Welt zu führen“.
Einige Bewohner der asiatischen Kolonien europäischer Mächte hießen die Japaner als Befreier willkommen. In Niederländisch-Indien prägte Nationalistenführer Sukarno 1942 die Formel von den drei As: Japan, das Licht Asiens; Japan, der Beschützer Asiens; Japan, der Anführer Asiens. Obwohl die Großostasiatische Wohlstandssphäre ein Asien ankündigte, in dem alle Völker friedlich als Brüder und Schwester zusammenleben würden, zeigte die Planung im Dokument An Investigation of Global Policy with the Yamato Race as Nucleus von Juli 1943, dass sich die Japaner selbst als höhergestellte „Yamato-Rasse“ sahen, welche von Natur aus dazu bestimmt sei, die rassisch tiefergestellten Völker Asiens zu beherrschen.
Vor der Großostasiatischen Konferenz machte Japan den unterschiedlichen antikolonialistischen Organisationen, in den Gebieten unter seiner Kontrolle vage Unabhängigkeitsversprechen. Abgesehen von offensichtlichen Marionettenregierungen in China wurden diese Versprechungen nicht eingelöst. Nun, als sich die Fronten des Pazifikkriegs gegen Japan wendeten, drangen Bürokraten im Außenministerium und Unterstützer der panasiatischen Philosophie innerhalb der Regierung und des Militärs darauf, die „Unabhängigkeit“ einzelner Gebiete zu beschleunigen. Der einheimische Widerstand gegen die mögliche Rückkehr der westlichen Kolonialmächte sollte so erhöht werden, ebenso die Unterstützung für den japanischen Kriegseinsatz. Die japanische Militärführung stimmte dem prinzipiell zu, da sie den Propagandawert eines solchen Unterfangens verstand, doch das Maß an „Unabhängigkeit“, welches sie sich vorstellen konnten, entsprach nicht einmal jenem von Mandschukuo. Mehrere Bestandteile der Großostasiatischen Wohlstandssphäre waren davon nicht betroffen. Korea und Taiwan wurden vom Kaiserreich Japan als Außengebiete annektiert und es gab keine Pläne, ihnen irgendeine Form von politischer Autonomie oder gar eine nominelle Unabhängigkeit zu gewähren. Vietnamesische und kambodschanische Delegierte wurden nicht eingeladen, um das Vichy-Regime nicht zu brüskieren, da es Französisch-Indochina für sich beanspruchte und Japan weiterhin formell mit ihm verbündet war.
Die Situation im britischen Malaya und in Niederländisch-Indien war komplex. Weite Teile waren von der Kaiserlich Japanischen Armee oder der Kaiserlich Japanischen Marine besetzt. Die Organisatoren der Großostasiatischen Konferenz waren von der eigenmächtigen Entscheidung des japanischen Hauptquartiers bestürzt, diese Territorien am 31. Mai 1943 zu annektieren statt ihnen eine nominelle Unabhängigkeit zu gewähren. Dieses Handeln untergrub die Bemühungen, Japan als den „Befreier“ der asiatischen Völker darzustellen, beträchtlich. Die indonesischen Unabhängigkeitsführer Achmed Sukarno und Mohammad Hatta wurden kurz nach der Konferenz zu informellen Gesprächen nach Tokio eingeladen, durften allerdings nicht an der eigentlichen Konferenz teilnehmen. Sieben Staaten (Japan inklusive) waren schließlich vertreten.

## Teilnehmer
Sechs „unabhängige“ Teilnehmer und ein Beobachter waren an der Konferenz anwesend:
- Hideki Tōjō, Premierminister und faktischer Militärdiktator Japans
- Zhang Jinghui, Premierminister von Mandschukuo
- Wang Jingwei, Präsident der neuorganisierten Regierung der Republik China
- Ba Maw, Premierminister von Burma
- Subhas Chandra Bose, Führer der Provisorischen Regierung des Freien Indiens (Azad Hind)
- José P. Laurel, Präsident der Zweiten Philippinischen Republik
- Prinz Wan Waithayakon, Gesandter des Königreichs Thailand

Strikt ausgedrückt nahm Subhas Chandra Bose nur als „Beobachter“ teil, da Indien immer noch unter britischer Herrschaft stand. Außerdem sandte das Königreich Thailand Prinz Wan Waithayakon anstelle von Premierminister Plaek Pibulsonggram, um auszudrücken, dass Thailand kein Staat unter japanischer Vorherrschaft war. Der Premierminister sorgte sich auch, dass er abgesetzt werden könnte, falls er Bangkok verlassen würde.
Tojo begrüßte die Konferenzteilnehmer mit einer Rede, in der er die „geistige Essenz“ Asiens hervorhob, die im Gegensatz zur „materialistischen Zivilisation“ des Westens stünde.  Ihr Treffen war geprägte von Solidarität und Verurteilung des westlichen Kolonialismus, aber ohne praktische Pläne für eine wirtschaftliche Entwicklung oder Integration. Da Korea 1910 von Japan annektiert wurde, nahm keine offizielle koreanische Delegation an der Konferenz teil, jedoch eine Reihe von koreanischen Intellektuellen, darunter der Historiker Choe Nam-seon, der Romanschriftsteller Yi Kwang-su und Kinderbuchautor Ma Haesong. Sie waren Teil der japanischen Delegation und hielten Ansprachen, in denen sie Japan priesen und den Japanern für die Kolonisierung Koreas dankten. Zweck dieser Ansprachen war es, andere asiatische Völker auf eine Zukunft in einer japanisch dominierten Großostasiatischen Wohlstandssphäre vorzubereiten. Die Tatsache, dass Choe und Yi einst koreanische Unabhängigkeitsaktivisten waren, welche verbittert gegen die japanische Herrschaft kämpften, machten ihre Anwesenheit  an der Konferenz zu einem wahren Propagandacoup für die Japaner. Es schien zu zeigen, dass der japanische Imperialismus so vorteilhaft für die Völker war, dass sogar seine ehemalige Gegner ihren Fehler eingesehen hatten. Zudem verurteilten die koreanischen Sprecher die „angelsächsischen“ Mächte USA und Großbritannien als die schlimmsten Feinde der asiatischen Zivilisation, die es je gegeben hat, und priesen Japan als Verteidiger Asiens gegen die „Angelsachsen“.

## Themen
Das Hauptthema der Konferenz war die Notwendigkeit, dass sich alle asiatischen Völker hinter Japan versammeln sollten und ein Beispiel der panasiatischen Idealismus gegen den „weißen Teufel“ bieten sollten. Der amerikanische Historiker John W. Dower schrieb, dass die Delegationen „...den Krieg in den Kontext von Ost gegen West, Orient gegen Okzident, und schließlich auch Blut gegen Blut stellten.“ Ba Maw aus Burma hielt fest: „Mein asiatisches Blut hat immer zu anderen Asiaten gerufen... Es ist kein Zeitpunkt für andere Gedanken, es ist der  Zeitpunkt, um mit unserem Blut zu denken, und dieses Denken hat mich von Burma nach Japan geführt.“ General Tōjō legte dar: „Es ist eine unbestreitbare Tatsache, dass die Nationen Großostasiens in jeder Hinsicht durch eine untrennbare Verbindung zusammengehalten werden“. José Laurel aus den Philippinen erwähnte in seiner Rede, dass niemand auf der Welt verhindern könne, dass eine Milliarde Asiaten ihr Schicksal an die eigene Hand nehmen würden.
In einer gemeinsamen Erklärung bekräftigten die Konferenzteilnehmer, dass die Länder Großostasiens die Stabilität ihrer Region durch gegenseitige Zusammenarbeit gewährleisten wollten, um eine gerechte Ordnung für Wohlfahrt und Zufriedenheit zu schaffen. Sie wollten die jeweilige Unabhängigkeit und die Traditionen respektieren und so die Kultur in Großostasien aufwerten. Die Länder wollten freundschaftliche Beziehungen zur ganzen Welt knüpfen und träten für die Abschaffung rassischer Diskriminierung zum Wohl der Menschheit ein.

## Folgen
Die Konferenz und die Erklärung vom 6. November waren wenig mehr als propagandistische Bemühungen darum, regionale Unterstützung für den nächsten Abschnitt des Krieges zu sammeln und die Ideale, für die er geführt wurde, darzulegen. Andererseits stellte die Konferenz auch einen Wendepunkt in der japanischen Außenpolitik und der Beziehung zu anderen asiatischen Nationen dar. Die Niederlage der japanischen Streitkräfte in Guadalcanal und ein zunehmendes Bewusstsein für die Beschränktheit der militärischen Stärke Japans führten dazu, dass die zivile japanische Führung dazu überging, eine Struktur auf der Grundlage von Kooperation statt auf kolonialer Dominanz zu fördern, um damit eine größere Mobilisierung von Ressourcen gegen die Alliierten zu erreichen. Es war auch der Beginn des Bestrebens ein Rahmenwerk für eine Art von diplomatischem Kompromiss für den Fall eines militärischen Scheiterns vorzubereiten. Diese Bestrebungen kamen allerdings zu spät, um das Großreich zu bewahren, das sich weniger als zwei Jahren nach der Konferenz den Alliierten ergeben musste.
John W. Dower schrieb, dass Japans panasiatische Behauptungen nur ein „Mythos“ gewesen seien, und dass die Japaner genauso rassistisch und unterdrückerisch gegenüber anderen Asiaten waren wie die „weißen Mächte“, die sie bekämpften. Sie waren sogar brutaler, da die Japaner ihre vermeintlichen asiatischen Brüder und Schwestern mit entsetzlicher Rücksichtslosigkeit behandelten. Beispielsweise vermissten viele der Burmesen, welche die Japaner 1942 als Befreier begrüßt hatten, die Briten um 1944 immer mehr, da diese nicht mit der gleichen Seelenruhe Burmesen vergewaltigten und töteten wie die Japaner. So begrüßten die Burmesen 1944/45 als Befreier von den Japanern. Die Realität unter japanischer Herrschaft entpuppte die idealistischen Bekundungen der Großostasiatischen Konferenz als Lügen. Oft verprügelten japanische Soldaten und Seeleute andere Asiaten öffentlich, um zu zeigen, wer zur „Yamato-Rasse“ gehört und wer nicht. Im Verlauf des Krieges wurden 670.000 Koreaner und 41.862 Chinesen zu Sklavenarbeit in Japan unter unwürdigsten Bedingungen gezwungen. Die Mehrheit überlebte diese Erfahrung nicht. Ungefähr 60.000 Menschen aus Burma, China, Thailand, Malaya und Niederländisch-Indien sowie um die 15.000 britische, australische, indische und niederländische Kriegsgefangene starben als Sklaven beim Bau der „Todeseisenbahn“ zwischen Burma und Thailand. Die japanische Verhalten den Sklaven gegenüber beruhte auf dem alten japanischen Sprichwort für die opportune Behandlung von Sklaven: ikasazu korasazu („Lass sie nicht leben, lass sie nicht sterben“).
In China waren die Japaner zwischen 1937 und 1945 für den Tod von acht bis neun Millionen Einwohnern verantwortlich. Zwischen 200.000 und 400.000 Mädchen, meist aus Korea, aber auch aus anderen Teilen Asiens wurden als „Trostfrauen“ eingesetzt, wie Zwangsprostituierte in der Kaiserlich Japanischen Armee und Marine genannt wurden. Die „Trostfrauen“ wurden oft physisch und sexuell stark gepeinigt. Der britische Autor George Orwell kommentierte in einem Radiobericht: „Die beste Antwort an jene, die sagen, dass die Sache Japans die Sache Asiens gegen die europäischen Völker sei, lautet: Weshalb führen die Japaner ständig Krieg gegen andere Völker, die nicht weniger Asiaten als sie selber sind?“ Ein zutiefst desillusionierter Ba Maw erinnerte sich nach dem Krieg: „Die Brutalität, Arroganz und die rassischen Anmaßungen der japanischen Militaristen in Burma haben sich tief in die Kriegserinnerungen der Burmesen eingegraben. Für einen großen Teil der Südostasiaten sind sie alles, was sie vom Krieg erinnern.“